# Anthony Michael
Anthony Michael (Johannesburg, 22 augustus 1985) is een golfprofessional uit Zuid-Afrika.
De voorkeur van Anthony Michael ging jarenlang uit naar baseball, zozeer zelfs dat hij naar de Verenigde Staten ging om daarin door te gaan. Hij studeerde aan de Universiteit van Oklahoma, en ontdekte daar dat golf zijn toekomst zou worden.

## Professional
Michael werd eind 2009 professional en speelde in 2010 op de Sunshine Tour. Hij heeft daar enkele zeer lage scores gespeeld, w.o. een 62 op het Zimbabwe Open op de Royal Harare Golf Club. Jbe' Kruger won dat toernooi en Michael eindigde op de 4de plaats.
Sommige toernooien van de Sunshine Tour tellen mee voor de Europese PGA Tour. Zo was zijn debuut op de Europese Tour op het Zuid-Afrikaans Open, waar hij op de 35ste plaats eindigde. Zijn tweede toernooi dat ook voor de Europese Tour telde was het Alfred Dunhill Kampioenschap in december 2010, waar hij begon met een ronde van 66 en aan de leiding ging, en vervolgens met een 69 aan de leiding bleef.